# Duncan Edwards
Duncan Edwards (Dudley, Anglaterra, 1 d'octubre de 1936 - Múnic, Alemanya, 21 de febrer de 1958) fou un futbolista anglès integrant del Manchester United FC que morí tràgicament a l'accident aeri de Múnic de 1958 junt a vuit companys més.

## Biografia
Duncan Edwards es considerava un futbolista total, amb condicions innates per la defensa i les incorporacions letals a l'atac, amb gran capacitat de lideratge. Els seus primers passos futbolístics els realitzà a la seva Dudley natal, això no obstant, amb 15 anys, fou fitxat pel Manchester United FC.
Debutà a Primera divisió contra el Cardiff City l'abril de 1953, guanyant a la temporada 1955/56 la primera de les dues lligues consecutives que guanyaria el Manchester United FC. Ràpidament, de la mà del tècnic Matt Busby i jugadors com el mateix Edwards o Bobby Charlton s'anà configurant un gran United, com ho demostra la Copa d'Europa de la temporada 1956-57 on arribaren a semifinals, caient enfront del poderós Reial Madrid d'Alfredo Di Stéfano i Paco Gento, però deixant pel camí grans resultats com el 12-0 a l'RSC Anderlecht belga o l'espectacular 5-6 de còmput global enfront l'Athletic Club.

### La tragèdia de Múnic
La temporada 1957-58 els diables vermells es presentaren sense dificultats a quarts de final de la Copa d'Europa després d'eliminar el Dukla de Praga, enfrontant-se a l'Estrella Roja de Belgrad als que aconseguiren eliminar el 6 de febrer de 1958.
El vol 817 de la British European Airways, amb l'equip a bord, partí de Belgrad rumb a Múnic, on tenien prevista una escala tècnica. En intentar reprendre el vol, a causa de la pluja, l'avió no aconseguí alçar-se. Malgrat que des de la torre de control proposaren al pilot posposar la sortida, aquest realitzà un últim intent, alçant-se l'aparell un centenar de metres, però caient a terra a tres-cents metres de l'aeroport.
En l'accident moriren 21 persones, salvant-se tan sols Bobby Charlton, el director tècnic Matt Busby i el porter Harry Gregg. De la plantilla del United moriren Roger Byrne, Geoff Bent, Eddie Colman, Mark Jones, David Pegg, Tommy Taylor, Liam Whelan i el mateix Edwards.
Edwards morí després de 15 dies ingressat en un hospital de Múnic.
El 1970 va ser considerat com un dels 50 primers millors jugadors del Futbol Anglès. El 1998 fou escollit per la Football League a la llista de les 100 llegendes del futbol anglès.

## Palmarès
- 2 Lligues angleses: 1956 i 1957 (Manchester United)